# Кришталевий палац (санаторій)
Державне підприємство «Санаторій „Кришталевий палац“» — сучасний відомчий санаторій у місті Трускавці, який підпорядкований Державному управлінню справами. 

## Розташування
ДП «Кришталевий Палац» знаходиться у середмісті Трускавця, поряд з Курортним парком, має власний окремий вихід в парк, та до Бювету мінеральних вод № 1 (відстань до бювету — 100 м). Територія санаторію складає 13,46 га, на якій висаджено більше 80 видів дерев та кущів, 40 видів квітів. Лісопаркова зона складає 12 га, вона облаштована теренкурами та доріжками.
На території санаторію «Кришталевий Палац» знаходяться лікувальний, адміністративний, президентський та 3 спальні корпуси, клуб, їдальня, стоянка для автомашин, спортивні майданчики для гри у теніс, баскетбол, волейбол.

## Історія
У 1937 році розпочалось зведення будівель «Кришталевого палацу». Проект у стилі функціоналізму розробив архітектор Рудольф Гермелін. Замовником був заможний польський промисловець Станіслав Ґжеґожевський з Бидґоща. Планувалося збудувати дванадцяти-поверхову будівлю, перший «хмарочос» у Трускавці. Проте спілка «Трускавецькі джерела», яка керувала курортом, не дала згоди на це будівництво, мотивуючи це тим, що така висока будівля буде затіняти сусідні вілли. Через це вирішили будувати триповерхову будівлю. 
У 1939 році пансіонат «Кришталевий палац» був збудований та відкритий. Будівля була трьох-поверхова, з житловим цокольним поверхом, розміром 40х18 м. В інтер'єрі ручки дверей були виконані з кришталю, підлоги з мореного дубу. Стіни кімнат прикрашали дорогі килими та картини у золочених рамах 
На першому поверсі містилися: їдальня, товариська кімната, хол, читальня, кімната лікаря з передпокоєм, буфет, кімната для бриджу і 17 житлових кімнат. Другий та третій поверхи мали по 16 житлових кімнат. У цокольному поверсі та на піддашші містилися службові приміщення. Стіни фасадів блищали, нагадуючи кришталь, оскільки в тиньк було додано мідну стружку та бите скло. 
Після «визволення Західної України» на базі пансіонату «Кришталевий палац» 22 грудня 1939 року радянські «визволителі» створили санаторій «Кришталевий палац». Під час Німецько-радянської війни санаторій продовжував працювати, під керівництвом німців. У 1945 році санаторій знову перейшов до радянських «визволителів». Спочатку це був невеликий санаторій на 80 ліжок. Всі лікувально-діагностичні кабінети знаходились в одному корпусі, який був збудований у 1939 році. Озокеритне відділення, клуб, матеріальний склад, пральня та адміністрація санаторію розташовувалися в 4-х дерев'яних невеликих корпусах.
У 1959 році розпочалось будівництво спальних корпусів, реконструйовано перший спальний корпус, клуб-їдальню. У 1965-1967 роках було побудовано господарський двір санаторію. У 1982 році було збудовано адміністративний та ще один лікувальний корпус, до якого у 1985 році добудовано лікувально-плавальний басейн із залами ЛФК, спортивними та іншими кабінетами, реконструйований 4-й корпус, збудовано 4 спортивні майданчики. У 1985 році побудована їдальня та реконструйовано клуб санаторію.
Державне підприємство «Санаторій „Кришталевий палац“» було створене у 1992 році. У 2000 році санаторій перейшов у відання до новоствореного Державного лікувально-оздоровчого управління при Президентові України, а 25 вересня 2002 року санаторій перейшов у відання Державного управлінню справами.
У радянські часи санаторії «Кришталевий палац» перебував у підпорядкуванні Четвертого головного управління при Міністерстві охорони здоров'я УРСР, тут відпочивали та лікувалися керівники СРСР та УРСР: Леонід Брежнєв, Володимир Щербицький, депутати Верховної ради СРСР, УРСР та вище партійн0-державне керівництво. Після проголошення Незалежності, у санаторії оздоровлювались Леонід Кучма, Леонід Кравчук, та інші відомі постаті України.

## Інфраструктура
- Басейн (25 х 13 метрів)
- Сауна
- Тренажерний зал
- Бібліотека
- Конференц-зал
- Танцювальний зал
- Дитяча кімната та майданчик
- Салон краси
- Крамниця
- Аптека
- Камера зберігання
- Автостоянка
- Екскурсійне бюро

Номери
Загалом 175 номерів, які поділені на категорії: «А», «В» і «С».
- 1-місних — 69;
- 2-х місних — 72;
- 2-х кімнатних «А» — 18;
- 3-х кімнатних «А» — 5;
- 1 номер — VIP (президентські апартаменти — 400 м²).

## Лікування
Державне підприємство «Санаторій „Кришталевий палац“» проводиться лікування захворювань серцевосудинної, нервової, сечостатевої, опорно-рухової систем, хронічних захворювань дихальних шляхів, шлунково-кишкового тракту, нирок, печінки, сечокам'яного, жовчнокам'яного захворювання, порушень обміну речовин.